# Canal de esclusas de Trollhättan
El canal de Trollhättan (en sueco, Trollhätte kanal) es un canal de navegación que atraviesa la región de Götaland en Trollhättan, Suecia; uniendo el lago Vänern con el estrecho de Kattegat dando salida al Mar del Norte a través del río Göta. Forma parte del llamado Canal Göta, columna vertebral de un curso de agua, que se extiende por 614 km, que une una serie de lagos y ríos para proporcionar una ruta de Gotemburgo en la costa oeste, hasta Söderköping en la costa este en el Mar Báltico. El canal no solo cumple un alto valor recreativo, sino una importante función económica en Suecia.

## Historia
La historia indica que el rey Harald III de Noruega en el verano de 1064 tomó el río Göta con una flota de 60 buques de combate, pero las caídas en Lilla Edet, Trollhättan y Vargön constituyeron barreras naturales que lo obligaron a tirar de los barcos por tierra para superarlos.

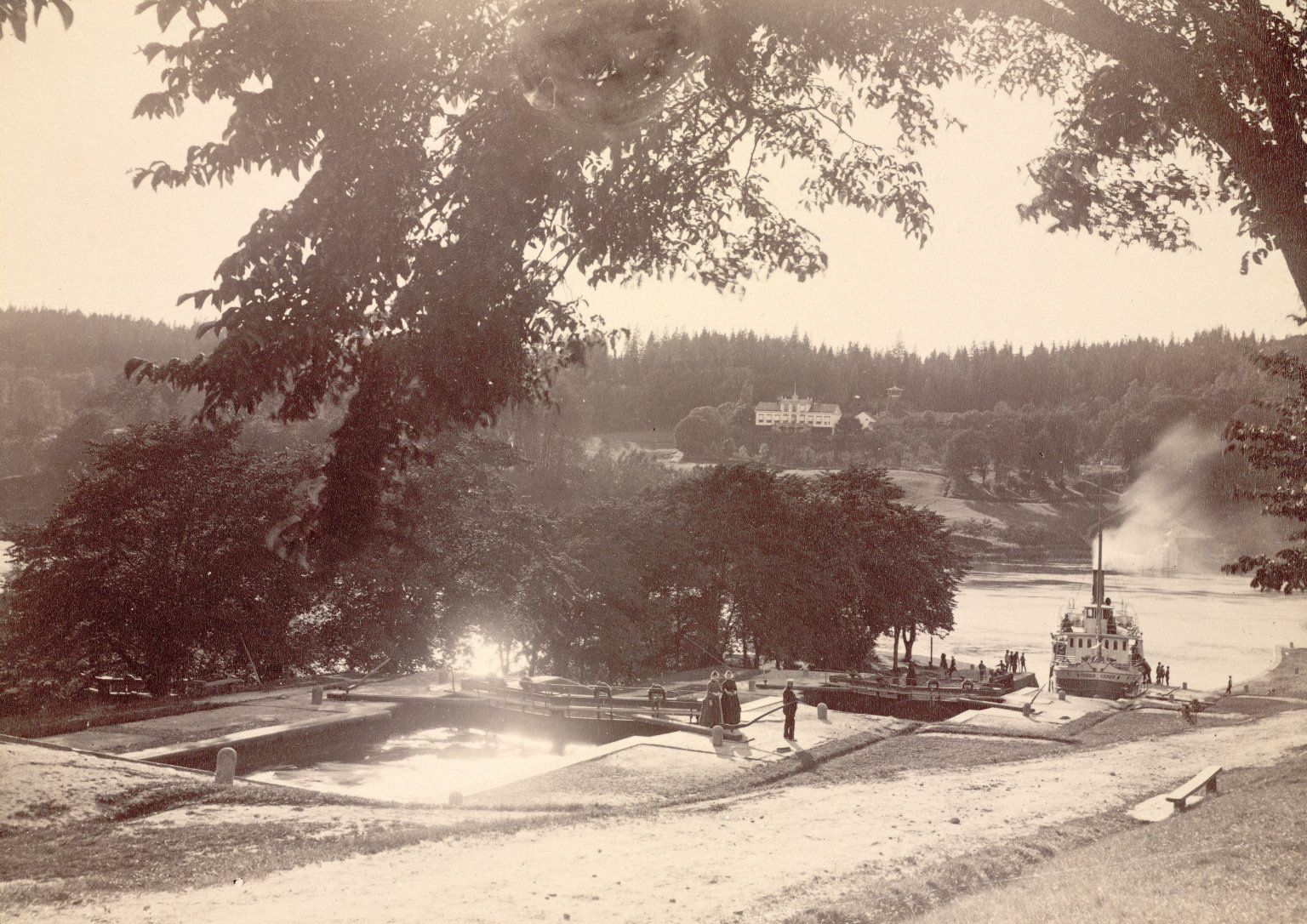
Canal de Trollhättan aproximadamente entre 1865-1895.

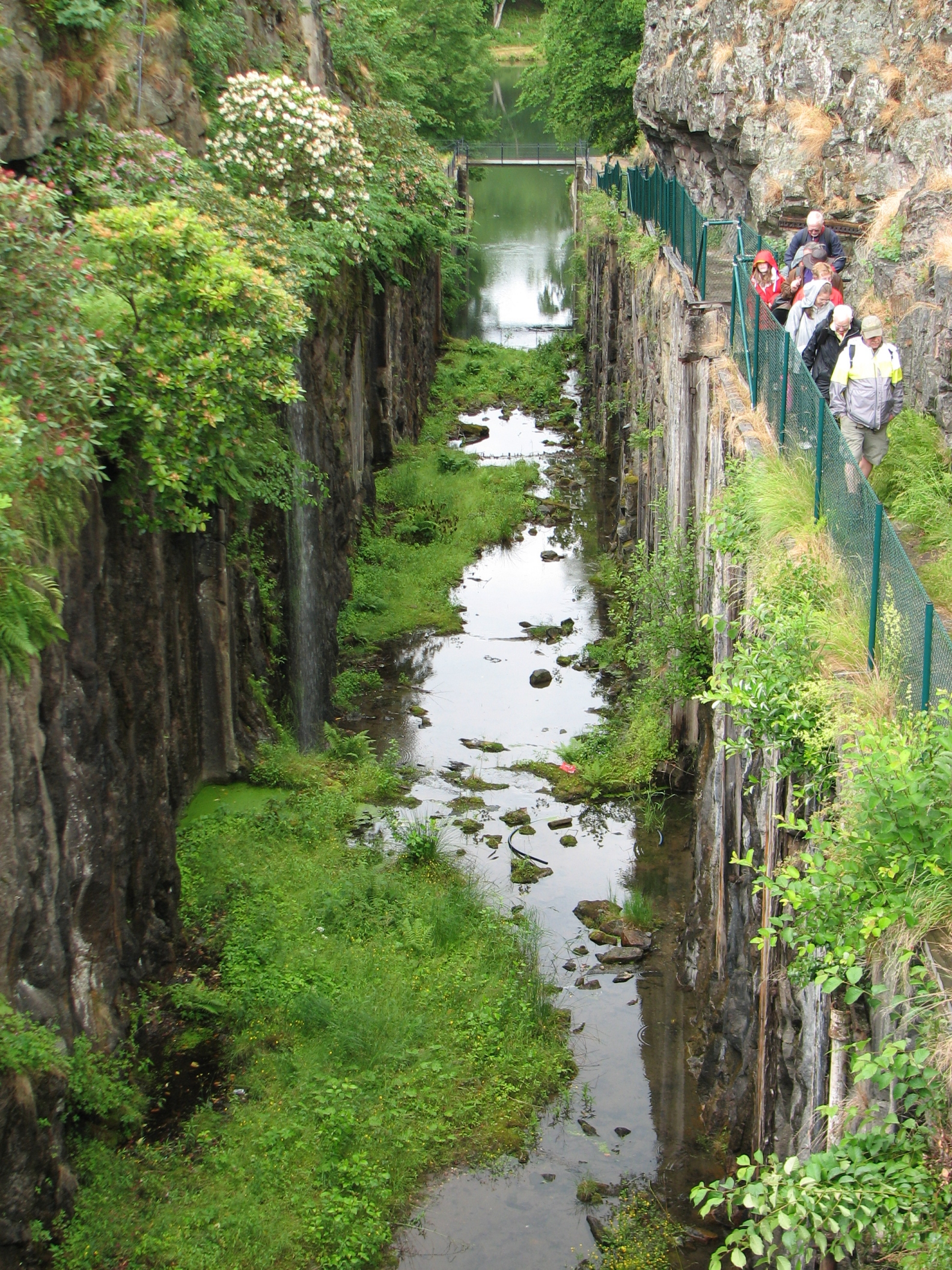
Primeras esclusas Trollhättan sluss construidas en 1800 y actualmente en desuso.

Los primeros planes para una vía navegable del lago Vänern al Mar del Norte son de la década de 1520 en la época de Gustavo I de Suecia. Pero el inicio de las obras fue en 1607, bajo el poder de Carlos IX de Suecia, con la construcción de la primera esclusa en Lilla Edet con una elevación de 3,5 metros y posteriores mejoras desde 1639 hasta 1642. Más adelante en los años 1700, Christopher Polhem (1661-1751) impulsó el desarrollo conocido como Polhems slussled, dando el primer proyecto formal para permitir la navegación en el río Göta. Polhem, científico, ingeniero e inventor, diseñó dos sistemas de esclusas para sobrepasar los obstáculos naturales del río y firmó un contrato con el estado para construir una vía navegable desde Kattegat, el lago Vänern y hasta Norrköping. Sus trabajos comenzaron en 1747 en Trollhättan y con su impulso se construyó la esclusa de Brinkebergskulle y el Canal Karls grav; culminados solo hasta 1752, después de su muerte, por falta de dinero.
Los siguientes pasos para el desarrollo previsto se continuaron en 1793 y culminaron hasta el año 1800, en gran medida gracias a los esfuerzos del comerciante sueco Peter Bagge y la dirección de Erik Nordewall. El 19 de agosto de 1800, fue inaugurado el primer enlace entre el lago Vänern y el Mar del Norte.
Sin embargo, su capacidad era reducida y para cuando el Canal Göta se abrió en 1832, el Canal de Trollhättan quedó demasiado pequeño. Para su ampliación se finalizaron esclusas adicionales en 1844 bajo la dirección de Nils Ericson, las cuales permitieron el paso de buques del mismo tamaño a los que circulaban por el Canal Göta. Luego, en 1909, el parlamento sueco autorizó una nueva expansión siendo culminada en 1916 las esclusas usadas en la actualidad. En 1974, se profundizó el cauce del río y desde ese año, el canal también está abierto en el invierno.
Las principales dificultades para la construcción del canal fue la adecuación de las Cataratas de Trollhättan, donde el río Göta presenta una caída de 32 metros de alto. Aproximadamente 11 km del río Göta han sido acondicionados a través de derivaciones y esclusas para hacerlo navegable. Hoy en día, 20.000 barcos pasan anualmente a través del canal y 3,5 millones de toneladas de mercancías se transportan en él. El Museo del Canal en Trollhättan ubicado en Trollhättan muestra a los turistas y visitantes los más de 200 años de historia del desarrollo del canal.

### Capacidad
Los buques clasificados como Vänermax SE son las embarcaciones con las dimensiones máximas capaces de atravesar el canal. Las dimensiones máximas de un barco de este tipo son:
- Longitud: 88,00 metros
- Ancho: 13,20 metros
- Altura de mástil: 27 metros
- Profundidad: 5,40 metros

El canal en sus inicios en 1800 permitía el paso de barcos con un peso de 140 toneladas, en la actualidad navegan buques de carga con un peso de 4.000 toneladas.

## Naturaleza

### Río Göta
El río Göta, es la principal fuente de agua del canal de esclusas de Trollhättan. Este drena desde el lago Vänern hasta el mar del Norte cerca de la ciudad de Gotemburgo en la costa occidental sueca. Tiene una longitud total de 93 km, drena desde una cuenca de 50.230 km² y maneja un caudal máximo de 1.000 m³/s. Se estima que en caso de fuertes lluvias, sería necesario aumentar el flujo para evitar que las inundaciones del lago Vänern causen grandes daños y derrumbes a lo largo del cauce del río.

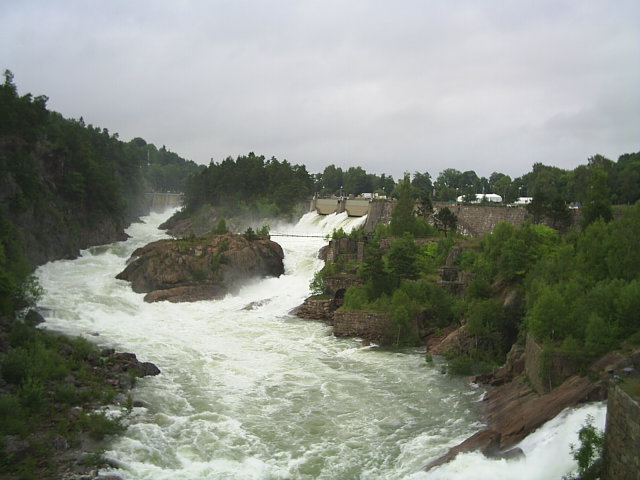
Cataratas de Trollhättan, principal obstáculo natural del río Göta.

### Cataratas de Trollhättan
Las cataratas son la mayor dificultad que se tuvo que afrontar para hacer el río Göta navegable. Para ello se construyó un canal hecho por el hombre que inicia desde las esclusas Trollhättan sluss (58°15′54″N 12°15′17″E / 58.26500, 12.25472) y atraviesan la ciudad hasta el sector de Stallbacka (58°18′15″N 12°18′32″E / 58.30417, 12.30889). Hoy en día el caudal de las cataratas solo se le permite seguir su trayectoria original en ocasiones especiales. Su flujo es controlado para el manejo de las esclusas del Canal de Trollhättan.
Las cataratas de Trollhättan, junto al Canal de esclusas,  son una de las principales atracciones turísticas del oeste de Suecia. Además a través de los siglos, el lugar ha inspirado a visitantes y artistas, como Esaias Tegnér, Otto Lindblad y Carlos Linneo, en el desarrollo de reconocidas obras.

## Edificios y estructuras

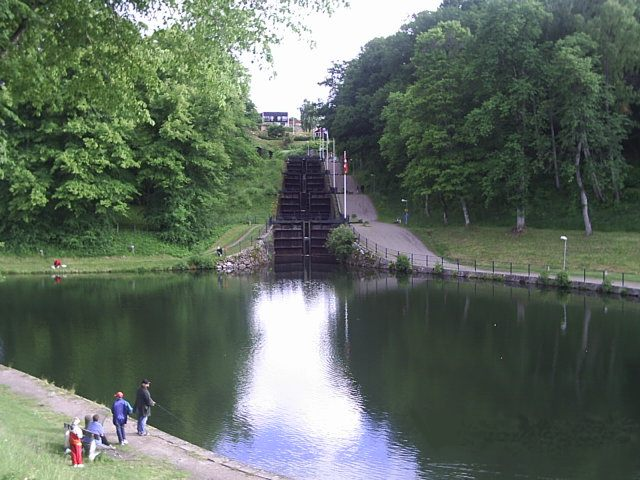
Antiguo sistema de esclusas en desuso construidas en 1844.

### Esclusas

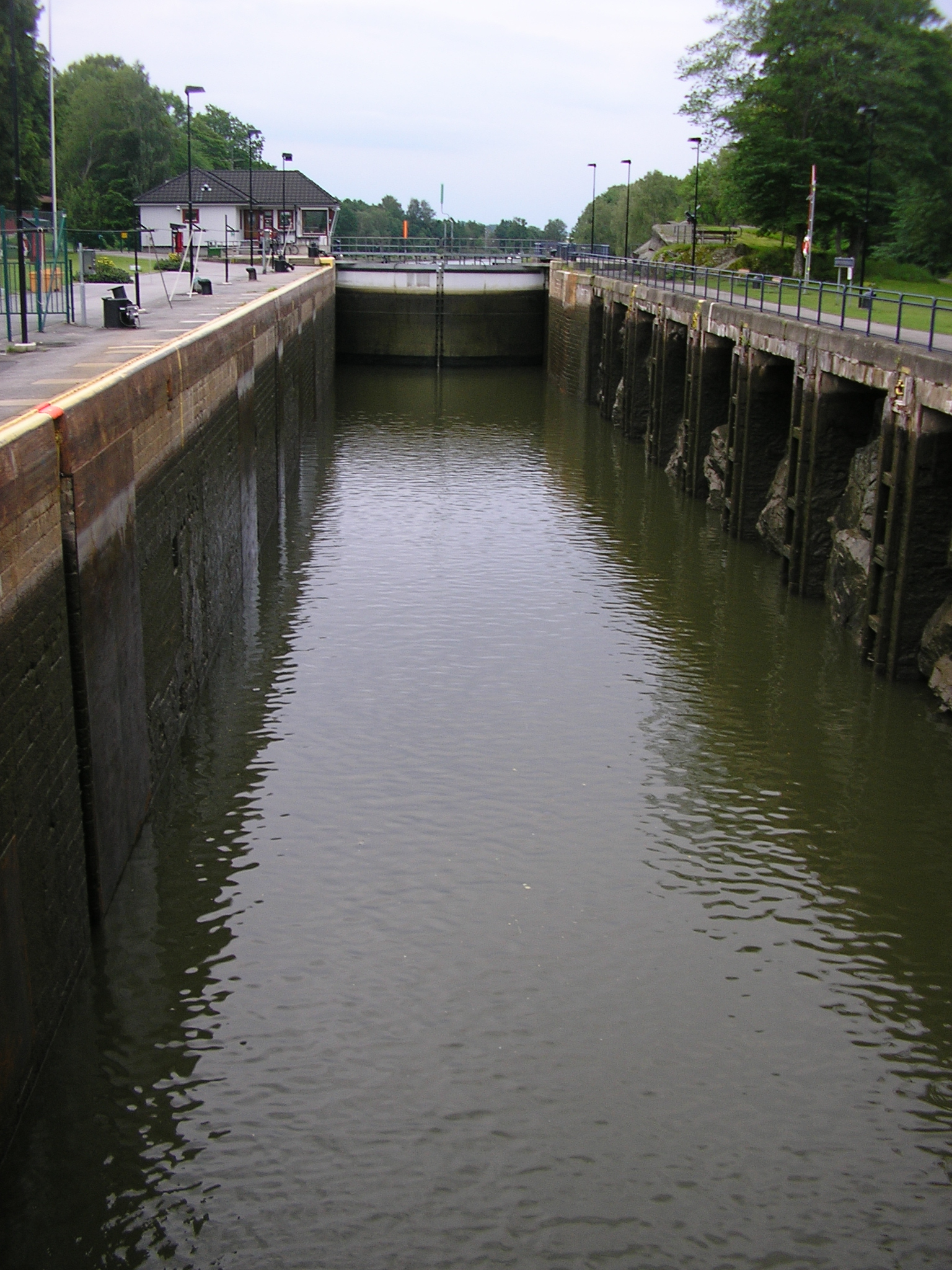
Sistema de esclusas Brinkebergskulle.

El canal cuenta con una ruta de 82 km de longitud de aguas controladas, de los cuales 10 km son de canales artificiales, cuenta con seis esclusas y supera un desnivel de 44 m. La limitación de la altura del mástil se debe a 12 puentes que presenta el río Göta a lo largo de su trayecto, de los cuales tres son puentes fijos.
A lo largo de sus 200 años de historia se han construido y clausura varios sistemas de esclusas. Para la actualidad, los sistemas de esclusas en uso son:
| Nombre            | Ubicación                                  | Número de esclusas | Elevación |
| Lilla Edets sluss | 58°8′15″N 12°7′8″E / 58.13750, 12.11889    | 1 esclusa          | 6 metros  |
| Trollhättan sluss | 58°15′54″N 12°15′17″E / 58.26500, 12.25472 | 4 esclusas         | 32 metros |
| Brinkebergskulle  | 58°20′26″N 12°21′5″E / 58.34056, 12.35139  | 1 esclusa          | 6 metros  |
| Total             | Total                                      | 6 esclusas         | 44 metros |

Para el tránsito de una embarcación se requiere entre 8.000 y 12.000 metro cúbicos de agua y para la operación de las puertas se tiene un diseño con funcionamiento eléctrico y mecánico. La profundidad del canal es por lo menos 6,3 metros y en las cámaras de las esclusas es de 5,7 metros.
- Esclusa Lilla Edets sluss. Es la primera esclusas aguas arriba, se ubica cerca de la población Lilla Edet. Tiene una altura de elevación de seis metros.

- Esclusas Trollhättan sluss. Es el sistema de esclusas más importante del canal con un ascenso de 32 metros a través de cuatro esclusas. Además en el lugar se encuentra cafés, una marina, el parque Gamle Dal’n (sector donde agrupa las esclusas en desuso),[8] el Museo del Canal en Trollhättan y excursión en barco por el canal para los turistas.[9][5]

- Esclusa Brinkebergskulle. Es la esclusa final antes de llegar al lago Vänern y se ubica en la ciudad de Vänersborg.[8] La cámara eleva las embarcaciones seis metros adicionales hasta el Canal de Karls grav el cual conduce al lago. La esclusa inicial se construyó en 1752 por Christopher Polhem. La obra actual se completó en 1916.

### Puentes

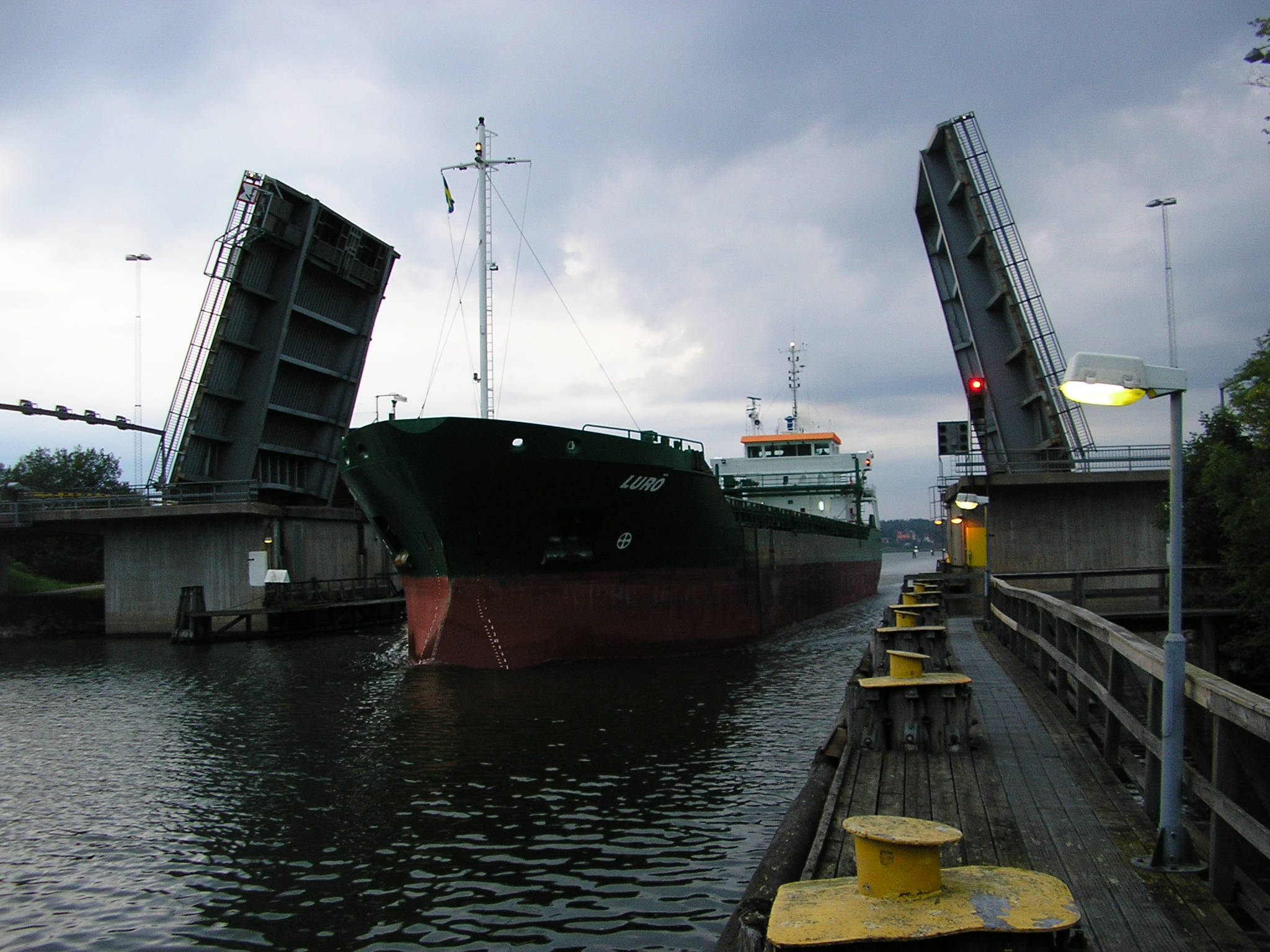
El puente levadizo Gropbron permitiendo acceso a un buque al Canal Karls grav.

Entre los principales puentes que cruzan el Canal de Trollhättan se identifican, (lista a continuación se organizan aguas abajo)
- El Puente Dalbobron, (en sueco, Dalbobron) (58°22′56″N 12°18′39″E / 58.38222, 12.31083). Puente levadizo ubicado en Vänersborg y construido en 1963.
- El Puente Residensbron, Vassbottenleden y Järnvägsbroarna (58°22′53″N 12°19′11″E / 58.38139, 12.31972). Puentes residencial sobre el Canal Hamnkanalen en la localidad de Vänersborg.
- El Puente Gropbron, (en sueco, Gropbron) (58°21′55″N 12°19′7″E / 58.36528, 12.31861). Puente levadizo, sobre el Canal Karls grav, construido en 1965. Antes de su construcción existía un puente giratorio en el lugar.
- El Puente Stallbacka, (en sueco, Stallbackabron) (58°18′40″N 12°18′54″E / 58.31111, 12.31500). Con sus 1392 metros, es uno de los más largos y altos de Suecia fue inaugurado en 1981 cerca de la población de Trollhättan.

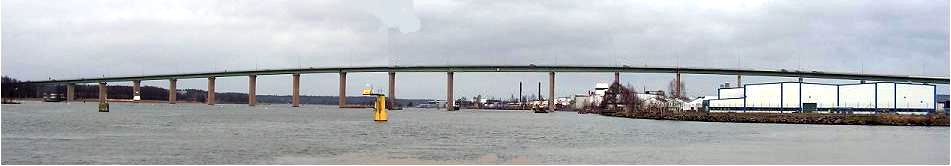
Puente fijo Stallbacka en el sector de Stallbacka en Trollhättan.

- El Puente Lyftbron, (en sueco, Lyftbron) (58°17′31″N 12°17′29″E / 58.29194, 12.29139). Es un puente ferroviario en Trollhättan. Una sección de él es fija y la otra es levadiza. Para 1877, esta última sección era giratorio pero en 1913 fue sustituido por una base permanente.
- El Puente Klaffbron, (en sueco, Klaffbron) (58°17′3″N 12°17′2″E / 58.28417, 12.28389). Puente de tráfico de vehículos que une el sector de Spikön en Trollhättan con la margen oriental del río. Fue construido en 1958.

## Galería

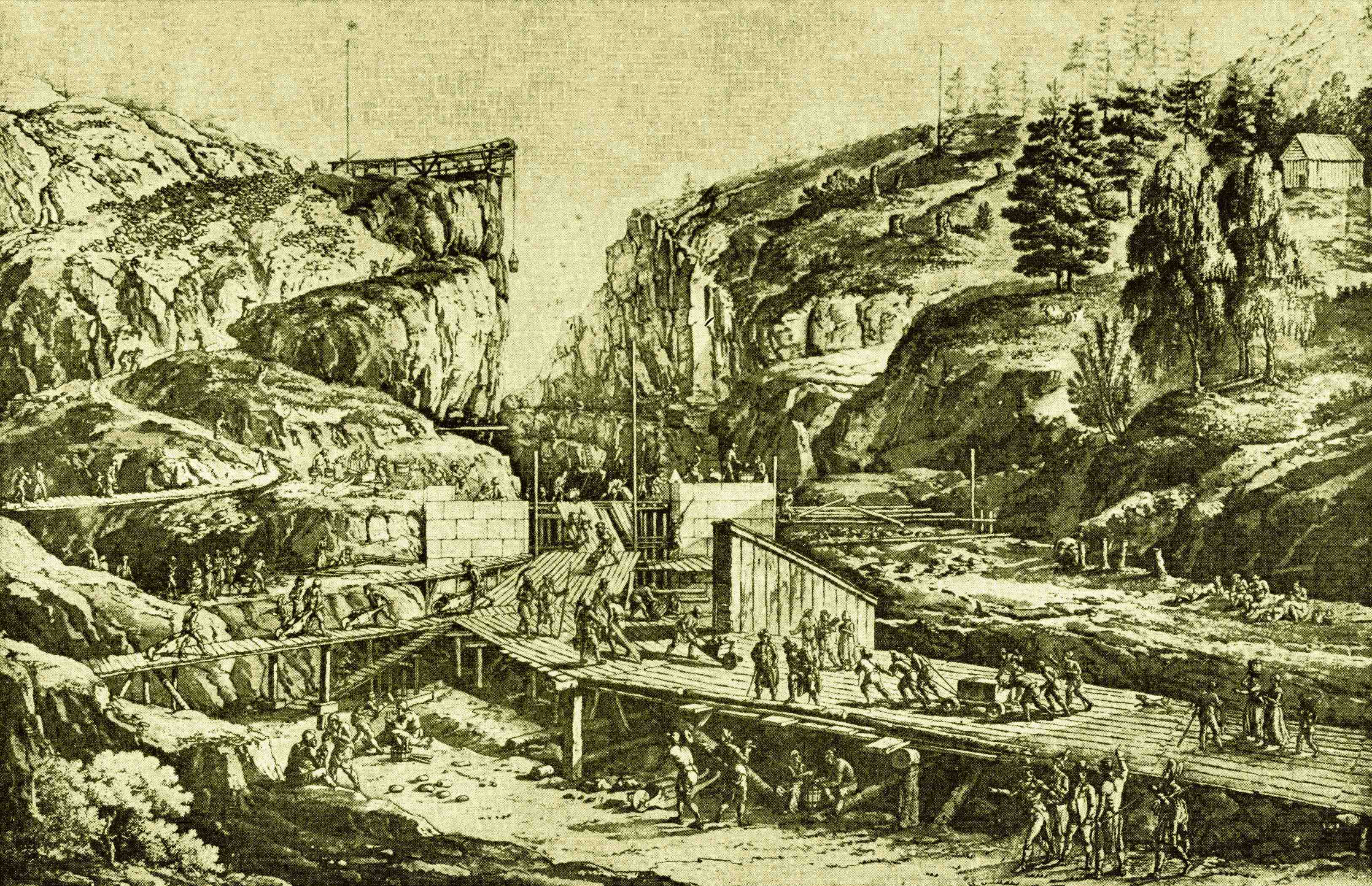
Construcción de las primeras esclusas en 1798. Grabado realizado por Louis Belanger
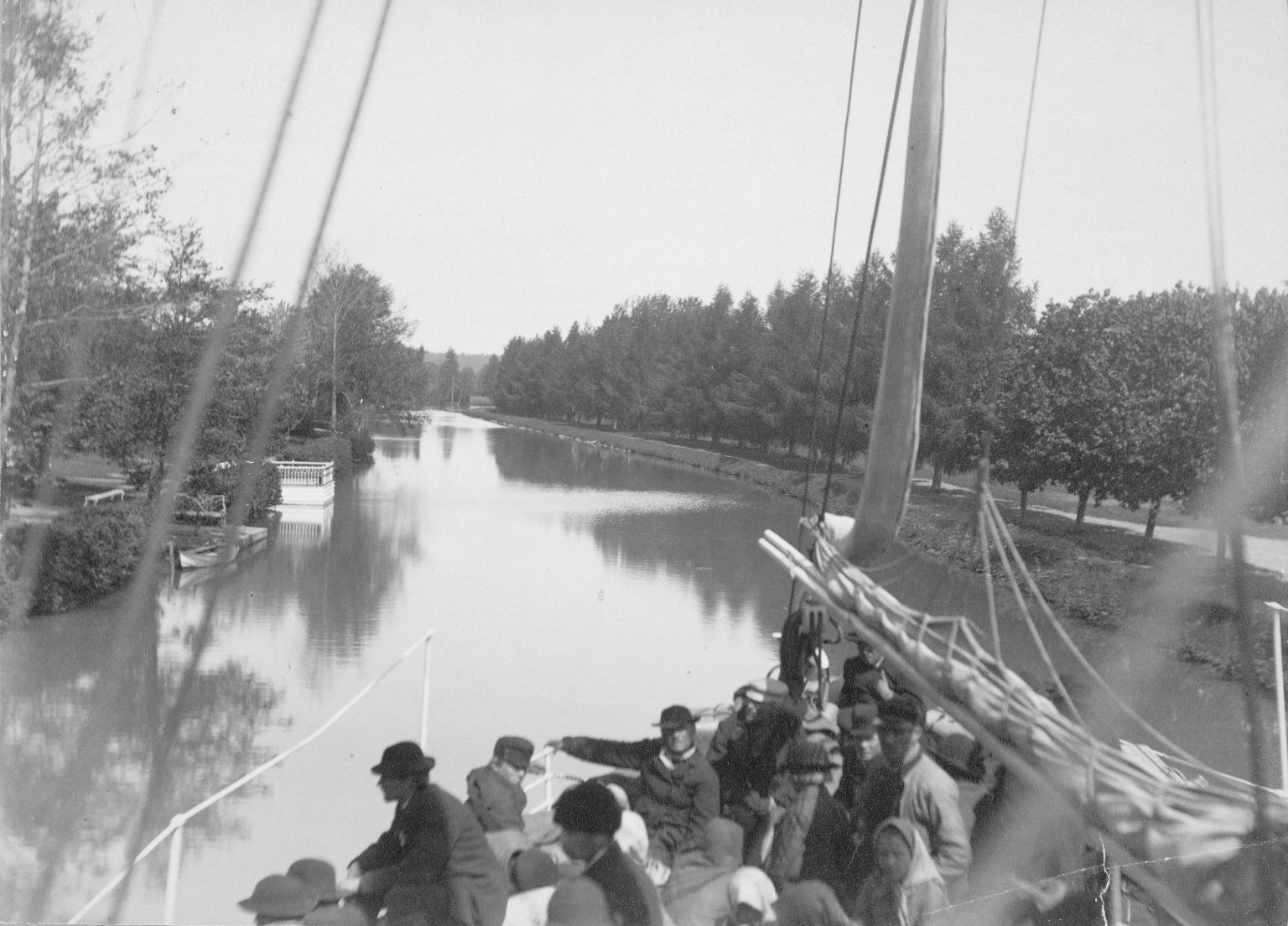
Canal de Trollhättan aproximadamente entre 1865-1895
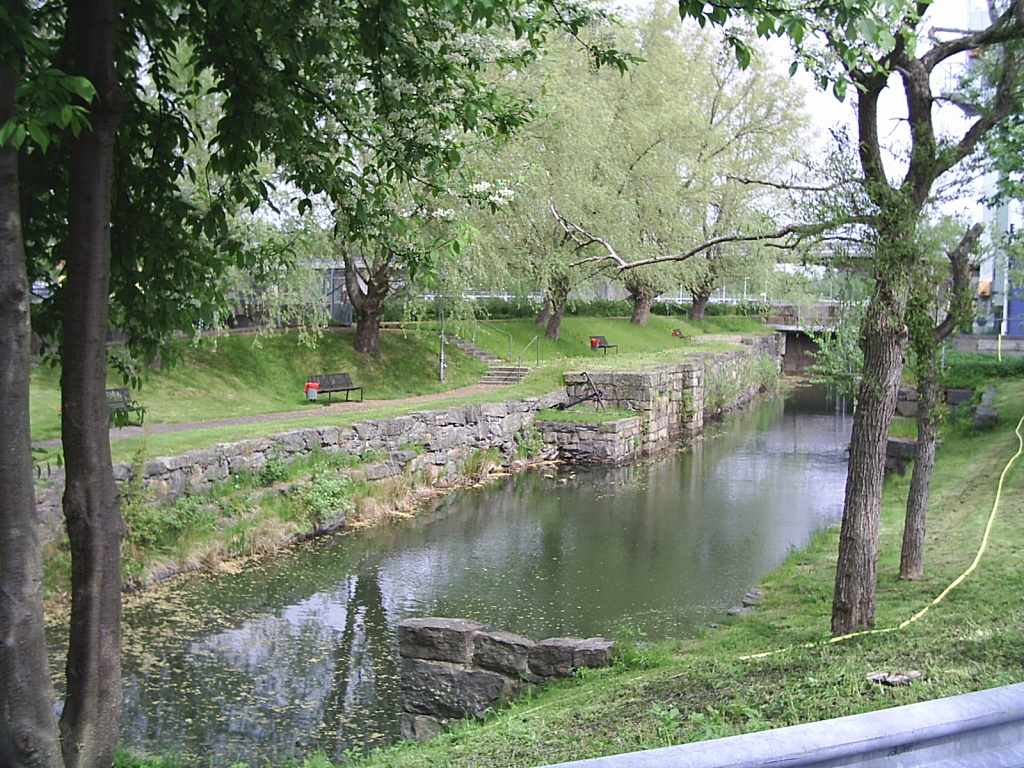
Primeras esclusas Lilla Edets sluss construidas en 1607 y actualmente en desuso
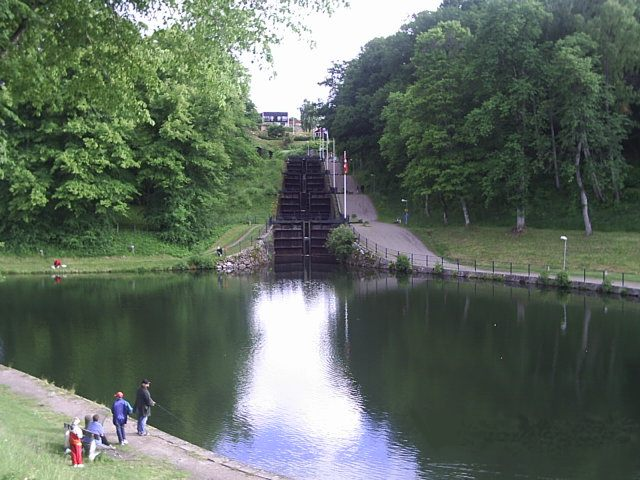
Antiguas esclusas de 1844
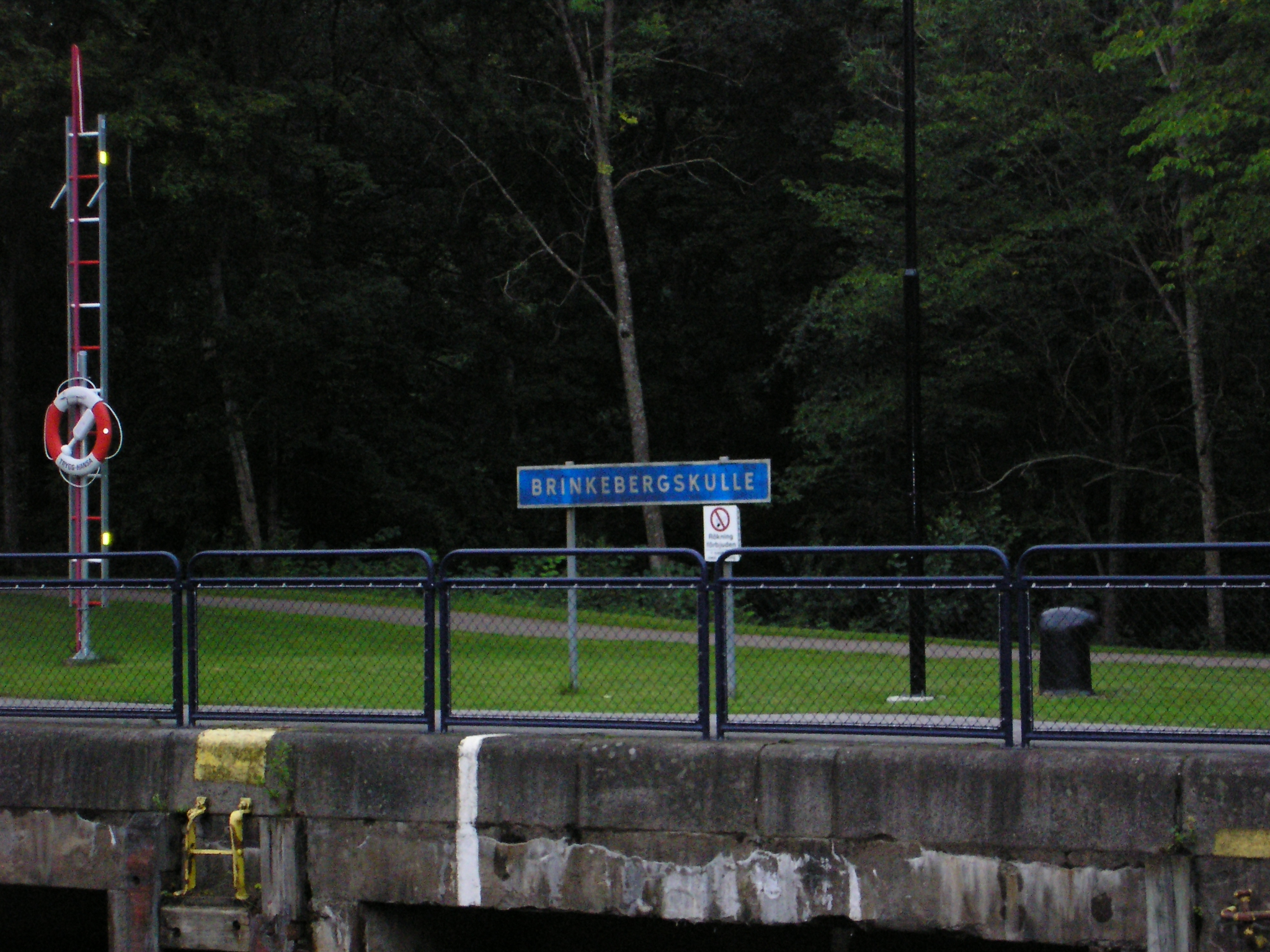
Esclusa Brinkebergskulle
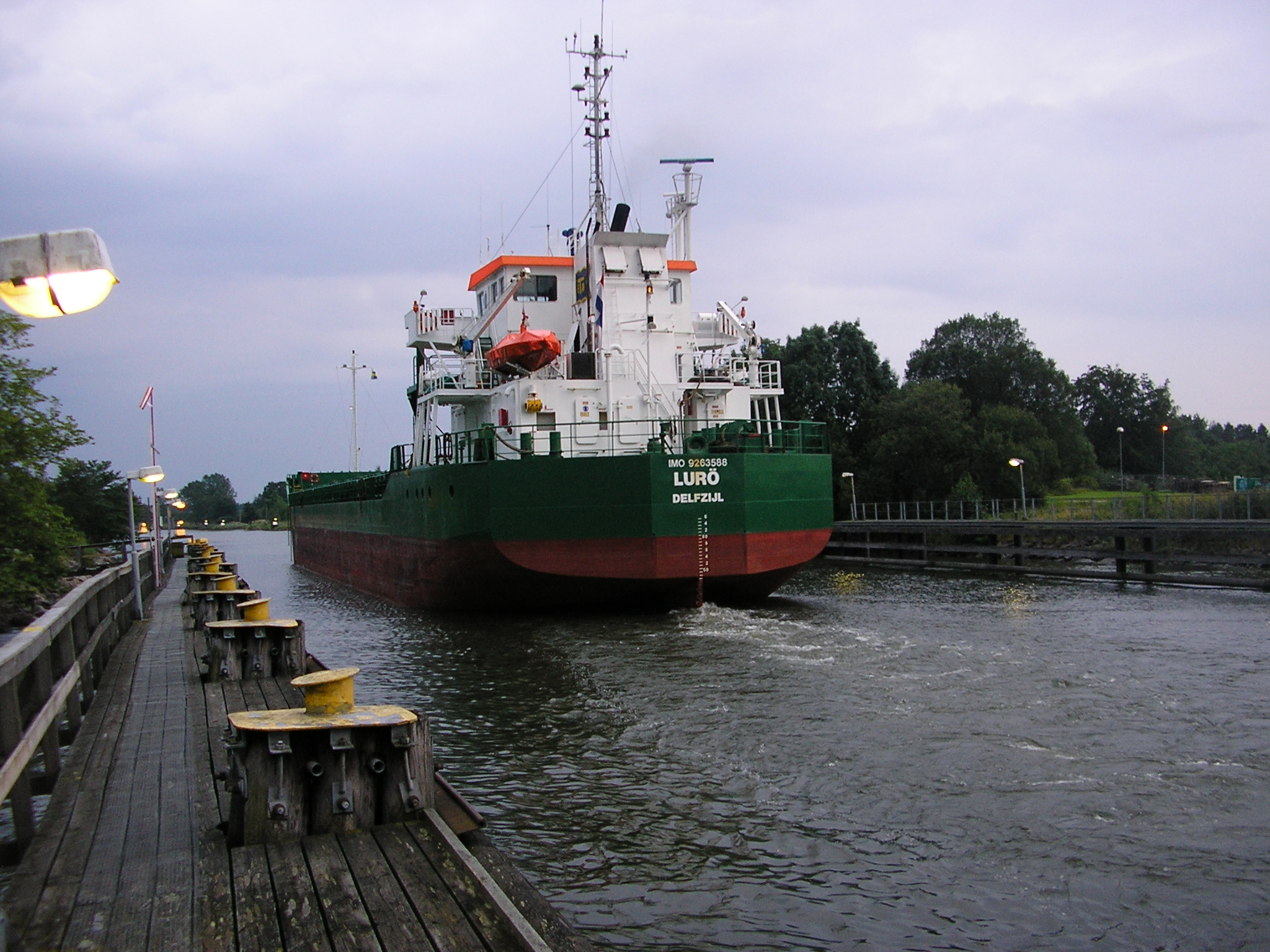
Canal artificial de navegación Karls grav
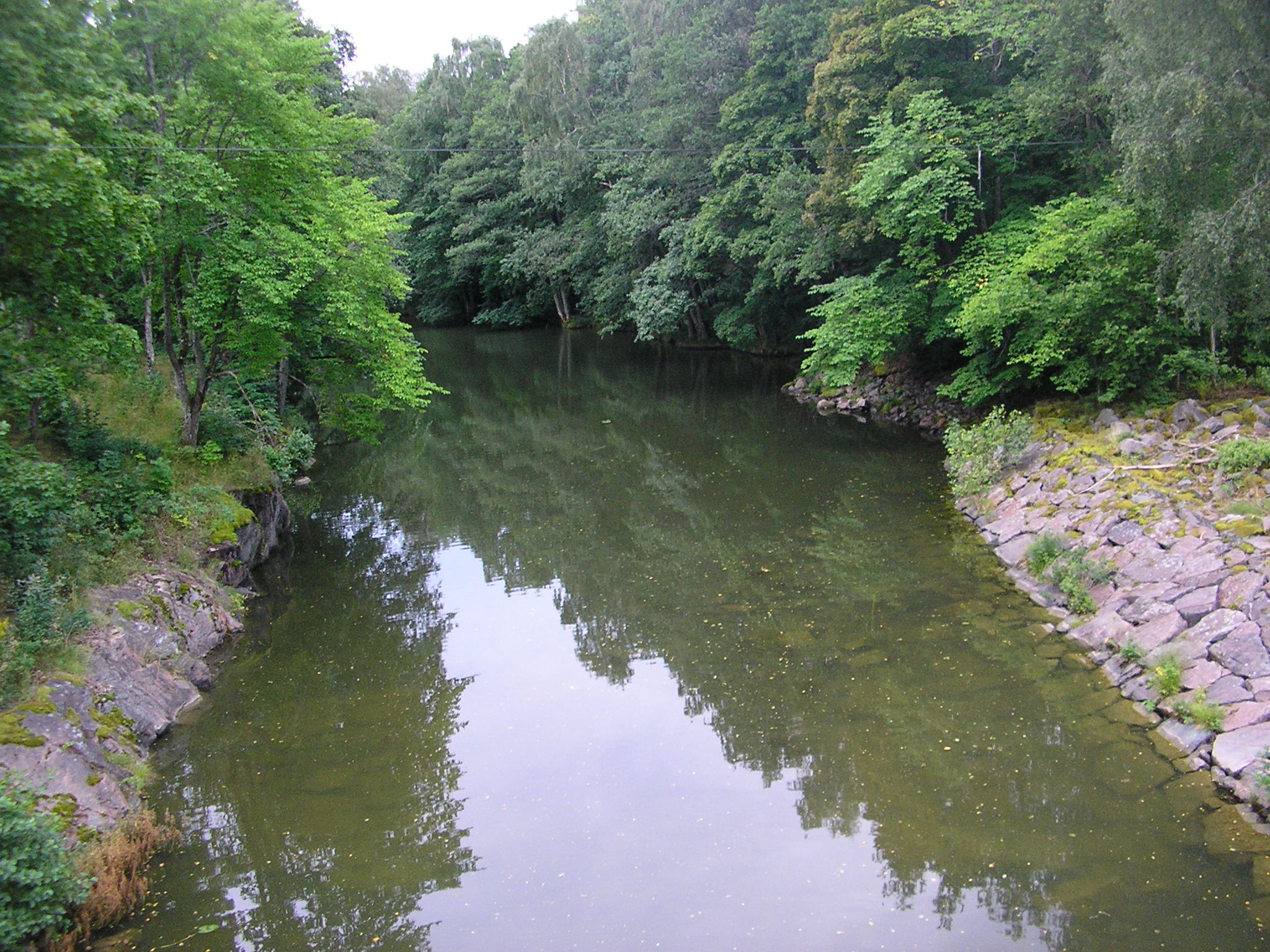
Canal Gamla slusskanalen en desuso en Brinkebergskulle
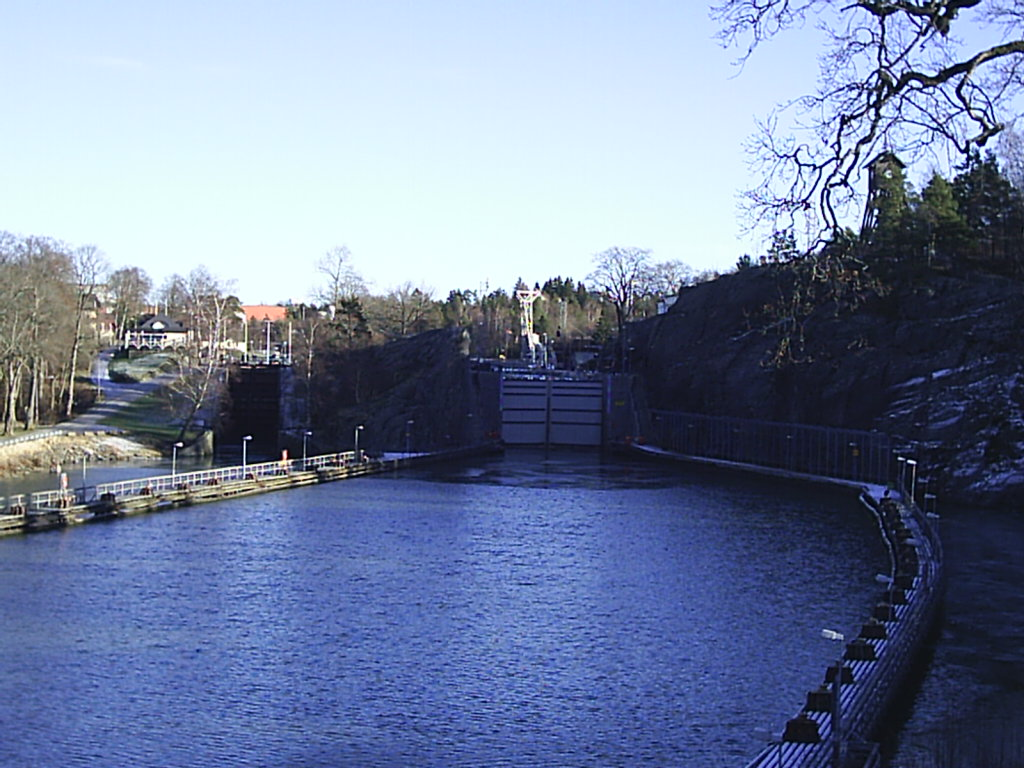
Actuales esclusas de Trollhättan sluss